# Centaurea inermis
Centaurea inermis là một loài thực vật có hoa trong họ Cúc. Loài này được Velen. mô tả khoa học đầu tiên năm 1902.